# Xã Lake Belt, Quận Martin, Minnesota
Xã Lake Belt (tiếng Anh: Lake Belt Township) là một xã thuộc quận Martin, tiểu bang Minnesota, Hoa Kỳ. Năm 2010, dân số của xã này là 189 người.